# 彼得·乌菲莫切夫
彼得·雅科夫列维奇·乌菲莫切夫（俄语：Пётр Я́ковлевич Уфи́мцев，1931年—）俄羅斯科学家，被认为是现代隐身飞机技术的创意推动者，在1960年代，他开始研究简单二维物体的电磁波反射方程。1931年生于阿尔泰边疆区乌斯季普里斯坦区。
1964年，他在《莫斯科學院無線電工程學報》上發表了一篇頗有創意的論文「物理衍射理論中的邊緣波行為」。在這篇文章中，他提出，物體對雷達電磁波的反射強度和物體的尺寸大小無關，而和邊緣佈局有比例關係。烏菲莫切夫說明了如何計算飛機表面和邊緣的雷達反射面。從他的理論可以得出一個結論，即使一個很大的飛機，仍然可以被設計成能夠「匿蹤」的。
他的大部分研究成果被翻译成英语，到了1970年代，美国科学家发展了一些乌菲莫切夫的理论，发明了飞机“隐身”的概念。1990年，乌菲莫切夫作为访问教授前往美国洛杉矶加州大学工作。